# 臺灣民主化
臺灣民主化是指臺灣的民主化進程，尤指1990年代前後從以往中國國民黨一黨專政的非民主政體成功轉型為民主自由國家的過程，以追求民主化的民間社會運動、以及體制內的政治改革為主。在早期的臺灣歷史中，曾出現過數次有限度的民主化改革，但是均遠不如1990年代的民主化全面且深遠。1949年後遷移臺灣的中華民國長期維持的黨國體制在此後終結，形成多黨競爭的民主社會格局。
1895年乙未戰爭期間曾有臺灣民主國成立，提出將臺灣改為民主共和國的理想，但實際上由於持續時間過短而無任何實際影響。實際追求民主政體的運動，最早起源於1910年代日治時期的大正民主時期，台灣民眾要求擁有與日本內地人平等的政治民主權利，以及往後的臺灣議會設置請願運動。其訴求雖未獲帝國議會採納，但是在1935年舉行了市會及街庄協議會員選舉，此為臺灣歷史上首次直接選舉。至中華民國時期，中華民國政府在接管初期小幅度擴大了民主政治的施行，但戰後短暫的民主旋即因為二二八事件及第二次國共內戰爆發，在冷戰時轉變為動員戡亂體制下高壓統治的戒嚴時期。隨後在黨國體制下發生一系列的政治抗爭，包括雷震事件、黨外運動、中壢事件、橋頭事件、美麗島事件等，最終政府妥協並回應民意，在1990年代順勢迎來了全面性的民主化，正式終結了長期一黨專政的高壓統治而轉型成為法治和保障人權的民主自由國家。
臺灣民主化最重要的是在1990年代開始至2000年代初期由台灣人民爭取到的成果，在此短短十餘年間，臺灣完成了立法委員與國大代表改選、開放黨禁報禁、修憲、國會全面改選、省市長直接民選、總統公民直選、首次政黨輪替、公民投票立法等重大政治改革。在此一系列大幅度改革中，全程都以和平手段進行，被譽為「寧靜革命」。臺灣民主化的成果也受到全世界的贊同與肯定，如2021年由經濟學人發布的民主指數排名中，中華民國名列全球第八，為西方世界以外排名最高的國家，甚至超越許多傳統民主國家如美加英法德日等。

## 歷史

### 台灣民主國
清朝末期，民主思想經西方國家傳入台灣。1895年乙未戰爭時，台灣士紳成立臺灣民主國。臺灣民主國的成立，主要目的雖不在於追求民主，而是反抗日本接管，在台灣民主國宣言中，亦曾主張「台灣自立，改建民主國；官吏皆由民選，一切政務秉公處理」，顯示當時民主思想已經開始在台灣萌芽。臺灣民主國的誕生早於同樣採取共和制的中華民國16年，因而被某些學者以及教科書認定為「亞洲最早的共和國」或「亞洲最早的民主共和國」，儘管此前亞洲已出現過兩次共和制國家。所以嚴格來說，臺灣民主國應該是亞洲第一個主張採取民主體制，但未能有效執行民主制度的政權。

### 日治時期
1895年，日本依《馬關條約》，由大清帝國手中合法取得台灣，台灣成為日本統治下的殖民地。台灣人民並未完全享有與日本內地國民相等的待遇。隨著大正民主風潮的興起，民主與平等的思想再度進入台灣。日本政壇中的人士，以板垣退助為代表，與台灣士紳及留學生共同組成台灣同化會，主張內地延長主義，將台灣完全視為日本領土，讓台灣人民享有與日本國民相等的待遇，可以投票選舉議員。在昭和年間，日本軍部的勢力壯大，日本走向軍國主義，台灣的民主化運動也遭到壓制。
- 1918年 — 林獻堂等人推動六三法撤廢運動，希望台灣被納入日本憲政體制中。
- 1921年 — 臺灣議會設置請願運動開始，要求台灣也能設置議會。同時間臺灣文化協會成立。
- 1927年 — 臺灣民眾黨成立，是台灣第一個合法政黨。
- 1930年 — 臺灣民眾黨中的右派出走另行成立臺灣地方自治聯盟。
- 1931年 — 臺灣民眾黨為政府所查禁。
- 1935年 — 第一回市會及街庄協議會員選舉，為臺灣歷史上首次的民主選舉。
- 1937年 — 臺灣地方自治聯盟第四次聯盟大會中，決議解散組織。
- 1940年至1945年 — 大東亞戰爭背景下，發生多起社會精英被特别高等警察拘捕及刑求之事件，如高雄州特高事件、瑞芳事件、蘇澳事件等。

### 戰後初期
1945年，第二次世界大戰結束，日本宣布投降，在同盟國的安排下，中華民國代表盟軍佔領台灣。但是台灣並未像其他中華民國省份一樣，設立省政府，進行地方自治，而是成立臺灣省行政長官公署，被譏為倣效日本臺灣總督府，以更獨裁方式統治。1947年，爆發二二八事件。在此事件中，台灣仕紳曾提出要求地方自治，讓人民投票選出行政官員，但並沒有被中華民國政府接受。在二二八事件結束後，臺灣省行政長官公署改組為臺灣省政府，但省政府官員仍由中央指派。同年至次年間，陸續選舉第一屆國民大會代表、第一屆立法委員、第一屆監察委員。

### 戒嚴與白色恐怖
1949年12月，鑑於第二次國共內戰之不利形勢，中華民國政府宣布將政府遷往其甫於1945年第二次世界大战後接管的臺灣臺北市。進入1950年代後戰事漸歇，中國國民黨領導的中華民國政府與中国共产党領導的中華人民共和國政府隔台灣海峽兩岸分治的格局逐漸形成。蔣中正與中國國民黨領導之中華民國政府在臺灣長期實行動員戡亂、戒嚴及威權主義統治，戒嚴令下造成的白色恐怖使得臺灣民主化發展十分遲緩。
- 1950年至1951年 — 臺灣開始實施地方自治，將直接選舉的範圍向上延伸至縣市層級。並舉行了第一屆縣市長選舉、第一屆縣市議員選舉、以及第一屆鄉鎮市區長選舉。
- 1954年1月 — 司法院大法官作成《釋字第31號解釋》，因國家逢重大變故，第一屆立法委員、第一屆監察委員等國會議員在次屆國會選舉無法改選之前，得繼續行使其職權；第一屆國民大會代表則因依《中華民國憲法》規定，雖事實上無法改選，仍得繼續行使職權[註 3]，形成「萬年國會」。
- 1954年5月 — 第二屆臺灣省臨時省議會議員選舉，省議員改由直接選舉產生。
- 1960年 — 雷震等人士抗議已經連任的總統蔣中正意圖藉由修憲在第三任總統選舉中繼續連任而發生雷震事件。
- 1969年 — 實施有限度的國會議員增選補選（含國民大會、立法院、監察院），但此前已選出之中央民意代表維持不改選。1972年後，國會陸續以增額選舉制度，小範圍定期改選，原先以增選、補選選出者仍得繼續行使職權。

### 經濟自由化與黨外運動之興
1970年代與1980年代臺灣的蔣中正家族與中國國民黨領導之中華民國政府受到1971年退出聯合國及1979年與美國斷交等事件，在國際上漸行孤立，故在國內施政上對臺灣本土政治改革的訴求予以有限度之回應。加以國內黨外運動等民主派人士持續抗爭，中國國民黨主導的一黨獨大體制開始有所鬆動。1987年解嚴為台灣民主化重要的里程碑
- 1977年 — 第八屆縣市長選舉後爆發中壢事件，臺灣民眾首次上街頭抗議中國國民黨的選舉舞弊，開啟爾後街頭運動之序幕。
- 1979年1月 — 爆發橋頭事件，為中華民國政府遷台近30年以來首次政治遊行示威活動。
- 1979年12月 — 爆發美麗島事件，後續中華民國政府大舉逮捕黨外運動人士，並在國際對臺灣人權的輿論施壓下進行軍事審判。
- 1986年 — 民主進步黨在黨禁下宣布成立，中華民國政府首度在黨禁期間默許政黨成立。
- 1987年 — 蔣經國宣布臺灣地區解除實施超過38年的戒嚴，開放黨禁、報禁開啟民主化的濫觴。

### 全面實行民主自由制度
1990年代臺灣在李登輝政府執政下，中華民國的政府體制與政治制度展開了全面性的改革，尤其完成總統直接選舉與國會全面改選等成就，為民主化關鍵歷程。臺灣民主化改革全程以和平手段進行，被譽為「寧靜革命」。
- 1990年3月 — 爆發野百合學運，學生集會要求政府進行民主化改革。
- 1990年6月 — 舉行國是會議，邀集並整合中國國民黨、民主進步黨與其他國內各方對民主化政治改革的意見。司法院大法官作成《司法院釋字第261號解釋》，明定第一屆資深中央民意代表應於1991年底前終止行使職權。[註 4]
- 1991年5月 — 廢止《動員戡亂時期臨時條款》，制定《中華民國憲法增修條文》。動員戡亂時期終止，全國戒嚴令[註 5]自然解除，在金馬地區實施逾30年的戰地政務亦告終止。
- 1991年12月 — 第二屆國民大會代表選舉，國民大會首次在臺灣全面改選。隨後超過43年未改選的第一屆資深中央民意代表全數退職，「萬年國會」終結。
- 1992年 — 第二屆立法委員選舉，立法院首次在臺灣全面改選。
- 1994年 — 第一屆省市長選舉，作為國家一級行政區首長的省長與直轄市市長首次開放直接民選。
- 1996年 — 第九任總統選舉，作為國家元首的總統首次由直接选举產生。
- 1997年 — 憲法第四次增修，將國家政體由內閣制改為半总统制。
- 1998年 — 實施省制虛級化以精簡省級機關業務。

### 2000年代至今
進入2000年代，臺灣民主發展進入成熟期，雖然在制度上未有太大更動，但完成了三次政黨輪替以及舉行公民投票等成果，進一步完善民主制度。
- 2000年 — 第十任總統選舉中實現首次政黨輪替，民主進步黨首次執政，中國國民黨結束自行憲起長達52年的執政。立法院則仍由中國國民黨為首的泛藍陣營為多數。
- 2004年 — 首次全國性公民投票與第十一任總統選舉合併舉行。此次總統選舉因票數差距接近以及諸多爭議事件而爆發全國性的選後騷亂。
- 2005年 — 憲法第七次增修，凍結國民大會，其部分權力改以公民投票行使。
- 2008年 — 第十二任總統選舉中實現第二次政黨輪替，中國國民黨再次執政。
- 2014年 — 爆發太陽花學運，立法院首次遭示威人士佔領。
- 2016年 — 第十四任總統選舉中實現第三次政黨輪替，民主進步黨再次執政，並在同年立法院第九屆立法委員選舉中首度獲得絕對多數席次而完全執政。

## 民主化成果
臺灣民主化成果受到世界肯定，在主流評量各國自由民主制的研究中均可見到明顯好轉變化，近年來量化分數甚至超過不少西方世界國家。
- 在政體資料集（Polity data series）中，中華民國在1986年臺灣解嚴前夕的得分為-7分，被歸類為「獨裁政體」（-10分至-6分）；而在1992年完成國會全面改選後分數躍升至7分，被歸類為「民主政體」（6分至9分）；經過之後一系列政治改革後，分數在2004年達到滿分10分，被歸類為「完全民主政體」（10分）。[3]
- 在民主與獨裁指數（Democracy-Dictatorship Index）的政體分類中，中華民國在1996年實施總統直接選舉後，分類由「獨裁，文官獨裁」（Dictatorship, Civilian Dictatorship）改變成「民主，半總統制民主」（Democracy, Semi-Presidential Democracy）。
- 在自由之家（Freedom House）發布的全球自由度報告（Freedom in the World）評比分類中，中華民國在1996年實施總統直接民選後，分類由「部分自由」（Partly Free）改變成「完全自由」（Free）。在其2021年全球210個國家與地區的評分中，台灣的政治權利與公民自由度總得分為94分(滿分100分)，在亞洲僅次於日本的96分，台灣自由度排名亞洲第二。[4]

| 民主自由指數            | 民主自由指數 | 1980年代       | 1980年代       | 1980年代       | 1980年代         | 1980年代         | 1990年代         | 1990年代         | 1990年代       | 1990年代       | 1990年代       | 1990年代       | 1990年代           | 1990年代           | 1990年代           | 1990年代           | 2000年代           | 2000年代           | 2000年代           | 2000年代           | 2000年代           | 2000年代           | 備註                |
| 民主自由指數            | 民主自由指數 | 85             | 86             | 87             | 88               | 89               | 90               | 91               | 92             | 93             | 94             | 95             | 96                 | 97                 | 98                 | 99                 | 00                 | 01                 | 02                 | 03                 | 04                 | 05                 | 備註                |
| ----------------------- | ------------ | -------------- | -------------- | -------------- | ---------------- | ---------------- | ---------------- | ---------------- | -------------- | -------------- | -------------- | -------------- | ------------------ | ------------------ | ------------------ | ------------------ | ------------------ | ------------------ | ------------------ | ------------------ | ------------------ | ------------------ | ------------------- |
| 政體資料集              | 分數         | -7             | -7             | -7             | -1               | -1               | -1               | -1               | 7              | 7              | 7              | 7              | 8                  | 9                  | 9                  | 9                  | 9                  | 9                  | 9                  | 9                  | 10                 | 10                 | 10分最佳，-10分最差 |
| 政體資料集              | 分類         | 獨裁 政體      | 獨裁 政體      | 獨裁 政體      | 封閉的無體制政體 | 封閉的無體制政體 | 封閉的無體制政體 | 封閉的無體制政體 | 民主政體       | 民主政體       | 民主政體       | 民主政體       | 民主政體           | 民主政體           | 民主政體           | 民主政體           | 民主政體           | 民主政體           | 民主政體           | 民主政體           | 完全民 主政體      | 完全民 主政體      | 10分最佳，-10分最差 |
| 民主與獨裁指數          | 分類         | 獨裁，文官獨裁 | 獨裁，文官獨裁 | 獨裁，文官獨裁 | 獨裁，文官獨裁   | 獨裁，文官獨裁   | 獨裁，文官獨裁   | 獨裁，文官獨裁   | 獨裁，文官獨裁 | 獨裁，文官獨裁 | 獨裁，文官獨裁 | 獨裁，文官獨裁 | 民主，半總統制民主 | 民主，半總統制民主 | 民主，半總統制民主 | 民主，半總統制民主 | 民主，半總統制民主 | 民主，半總統制民主 | 民主，半總統制民主 | 民主，半總統制民主 | 民主，半總統制民主 | 民主，半總統制民主 |                     |
| 自由之家 全球自由度報告 | 政治權力分數 | 5              | 5              | 5              | 5                | 4                | 3                | 3                | 3              | 4              | 3              | 3              | 2                  | 2                  | 2                  | 2                  | 1                  | 1                  | 2                  | 2                  | 2                  | 1                  | 1分最佳，7分最差    |
| 自由之家 全球自由度報告 | 公民自由分數 | 5              | 5              | 4              | 3                | 3                | 3                | 3                | 3              | 4              | 3              | 3              | 2                  | 2                  | 2                  | 2                  | 2                  | 2                  | 2                  | 2                  | 1                  | 1                  | 1分最佳，7分最差    |
| 自由之家 全球自由度報告 | 分類         | 部分自由       | 部分自由       | 部分自由       | 部分自由         | 部分自由         | 部分自由         | 部分自由         | 部分自由       | 部分自由       | 部分自由       | 部分自由       | 完全自由           | 完全自由           | 完全自由           | 完全自由           | 完全自由           | 完全自由           | 完全自由           | 完全自由           | 完全自由           | 完全自由           | 1分最佳，7分最差    |

- 在經濟學人資訊社（EIU）發布的民主指數（Democracy Index）評分與排名中，中華民國在2006年至2019年分數在7.46分至7.83分之間，被歸類於「部分民主」（Flawed democracy，6.01分至8.00分）。而在2020年由於嚴重特殊傳染性肺炎疫情防控措施中對公民自由的限制程度較輕微，分數躍升至8.94分，歸類於「完全民主」（Full democracy，8.01分至10.00分）。而在該報告2020年評比的全世界167個政權中，名列第11名，較前一年上昇20名成為東亞民主指數第一名。[5]而在該報告2021年評比中排名更進一步上昇至全世界第8名，是亞洲唯一擠進前10的「全面民主」（Full democracy）政體。[6]